# Zatoka Wenecka
Zatoka Wenecka (wł. Golfo di Venezia, słń. Beneški zaliv, chorw. Venecijski zaljev) – zatoka w północnej części Morza Adriatyckiego, u wybrzeży Włoch, Słowenii i Chorwacji. Wcina się na ok. 100 km w głąb lądu, południowa granica zatoki przebiega od ujścia Padu do południowego cypla półwyspu Istria.
Na północy i zachodzie posiada wybrzeża lagunowe (największa – Laguna Wenecka), natomiast na wschodzie wybrzeża skaliste. Na północnym wschodzie wyróżnia się poboczną Zatokę Triesteńską. Głębokość maksymalna do 34 m, temperatura wody 10–25 °C, zasolenie 35–36‰. Największe rzeki uchodzące do zatoki to: Pad, Adyga, Piawa, Socza. Rozwinięte rybołówstwo, żeglarstwo i żegluga promowa, nad zatoką zlokalizowane są liczne kąpieliska morskie. 
Najważniejsze porty: Chioggia, Wenecja, Monfalcone, Triest (Włochy), Koper (Słowenia), Pula (Chorwacja).